# Synology
Synology, Inc. (Chinees: 群暉科技) is een Taiwanees bedrijf dat computer- en netwerkapparatuur produceert. Het bedrijf is opgericht in 2000 en het hoofdkantoor staat in Nieuw Taipei.

## Beschrijving
Synology werd opgericht door Cheen Liao en Philip Wong, die voorheen werkzaam waren voor Microsoft. Ze werkten aanvankelijk aan een eigen besturingssysteem voor een NAS-systeem, maar besloten dit te integreren in hun eigen producten.
Synology is vooral bekend geraakt als producent van NAS-apparatuur, waar het in 2018 ongeveer 45% van deze markt in handen had. In 2004 kwam het bedrijf met het eerste product, de DiskStation DS-101. De beheersoftware DiskStation Manager is gebaseerd op Linux, en kan door middel van plug-ins worden uitgebreid met extra functionaliteit, zoals voor videobewaking.

## Producten
Synology's productlijn van NAS-apparatuur wordt verkocht onder de volgende handelsnamen:
- DiskStation, desktopmodel
- FlashStation, model met solid-state drives
- RackStation, model voor rackmontage

Daarnaast produceert het bedrijf ook back-upapparaten, videobewakingsapparatuur, wifirouters en clouddiensten.